# نادي جرانوليريس لكرة اليد
نادي جرانوليريس لكرة اليد (بالإسبانية: Club Balonmano Granollers)‏ هو نادي كرة يد في إسبانيا يقع مقره في جرانوليريس بمنطقة كتالونيا، تأسس في 1944. يلعب في الدوري الإسباني لكرة اليد.

## وصلات خارجية
- الموقع الرسمي